# 馬可福音
《馬可福音》或譯《馬爾谷福音》，是《新约圣经》中记录耶稣传道活动的四福音书之一。是一本面向外邦人的福音书。在新约全书中它是第2本书，為對觀福音書之一。
《馬可福音》主題：神的福音──證明耶穌基督是奴僕救主。它記錄了從受施洗者約翰的洗以來，耶穌的傳道故事，一直到耶穌被處死以及耶穌空墓被人發現為結尾。馬可福音中，並沒有耶穌的族譜紀載，也沒有耶穌出生的場景紀載。此外，在馬可福音原始的斷結尾中，也沒有復活後耶穌顯像的紀載。馬可福音將耶穌描繪成一個行動派的英雄人物，一個驅魔者，醫治者，以及一個神蹟實行者。根據馬可福音，耶穌是神之子，但是他對這身分一直保密，這是學者對馬可福音所謂的「彌賽亞的秘密」，將神國訊息隱藏在寓言故事的教導內，故事中的門徒們不斷的無法理解。他也符合先知預言中彌賽亞是一個受磨難的僕人。在原始馬可福音結尾，耶穌的墳墓被人發現是空的，耶穌請人捎訊息說他會在加利利與門徒碰面，接著婦女因為驚嚇而逃跑，什麼都不敢說，經文停止於第16章第8節。於廣泛流傳於現代聖經中的馬可福音長結尾中，則增加了向天下傳福音的大使命，經文停止於第16章第20節。

## 概論
馬可福音被寫作的年代，約在西元66至70年左右。它出現在聖經的第二本福音書的位置，原因是因為根據宗教傳統，馬可福音被視為是馬太福音的簡要歸納版；然而，這種看法被現代的聖經研究學者否定，因為多數學者認為馬可福音是四福音書中，最早被寫下的一本福音書（馬可居先說）。
此外，根據宗教傳統，馬可福音的作者是使徒彼得的同伴馬可，這種看法同時被現代的聖經研究學者否定，因為多數學者認為我們無法得知馬可福音的原作者是誰。馬可福音是一本匿名作品，而作者採用了福音書成書前關於耶穌的流傳故事、資訊等等作為寫作的材料來源。

## 关于作者

### 聖經史學學術界認定的作者
原始馬可福音並沒有書名，是後代基督徒所冠上。最早認爲此福音是馬可所寫的，是一位西元1至2世紀的早期基督教領袖名叫帕皮亞，其將此福音書歸為馬可所寫，而從此開始便以馬可為作者來稱呼為馬可福音。然而，現代學者多數認為，馬可福音的作者並不是馬可，而是一位不知名人士的匿名寫作。它被寫作的時間大約在羅馬皇帝尼祿迫害羅馬的基督徒時期，以及猶太人起義時期，時間約在西元66至70年左右。學者判斷的根據，主要在馬可福音書中，耶穌預言了耶路撒冷被羅馬軍隊所攻打且佔領（馬可13:14 （页面存档备份，存于） 那行毀壞可憎的，站在不當站的地方），猶太人被迫害，也因此寫作時間必然約略在此之時。
馬可福音的原始語言是希臘文，是寫給外邦人的福音書，因為作者在馬可福音中需要解釋猶太人習俗，以及翻譯多數猶太人使用的亞蘭語，所以聽眾目標應是說希臘語的基督徒：羅馬、加利利、安提阿（羅馬帝國第三大城市，位於敘利亞北方）以及南敘利亞，都包括在猜測作者所在位置的範圍之中。作者很可能受到希臘羅馬傳記風格以及文藻詞學所影響，熟悉當時的小說故事，還有荷馬史詩；然而，在馬可福音中，他幾乎沒有提到任何當時公眾人物，也不引用希臘以及羅馬文學作品。馬可作者所引用的猶太經文，幾乎都是來自於希伯來聖經的希臘文譯本。無論對於現代歷史學，或者古典希臘羅馬史學標準而言，馬可福音都不具有史書的水準，但在宗教傳統上人們以確實發生的歷史作為看待。

### 宗教傳統上認定的作者

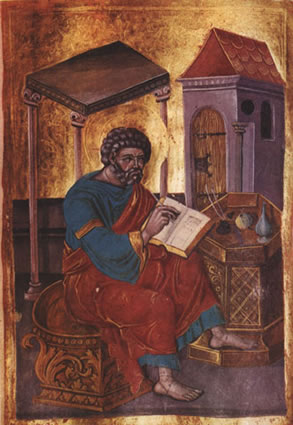
圣马可福音传教士，16世纪俄罗斯圣像

耶穌在客西馬尼園被捕，而使徒四散奔逃時，“有一個少年人，赤身披着一塊麻布，跟隨耶穌。”民衆企圖把他也拿住，“他卻丟了麻布，赤身逃走了。”一般人相信這個少年就是馬可。使徒行傳把他稱為“約翰（别名馬可）”（引文摘自《中文圣经新译本》）。他可能來自耶路撒冷一個富裕的家庭，因為他們擁有自己的房屋和僕婢。他的母親馬利亞也是個基督徒，早期會衆曾以她的住宅作為聚會地方。彼得蒙天使拯救出監之後，逕自前往馬可家裡，他發覺弟兄們正在那裡聚集。
來自塞浦路斯的利未人巴拿巴是個海外傳道員，他是馬可的表兄。巴拿巴與保羅把賑濟饑荒的捐款送到耶路撒冷時，馬可得以結識保羅。在會衆中與其他基督徒的交往以及與外來熱心服事者的接觸無疑使馬可渴望加入海外傳道服務。因此，馬可在保羅和巴拿巴作第一次海外傳道旅行時與之偕行作他們的助手。不過，為了某些原因，馬可在旁非利亞的别加離開他們，自行返回耶路撒冷）。是故，保羅在啟程作第二次海外傳道旅行時拒絶帶馬可同行，結果保羅與巴拿巴分道揚鑣。保羅與西拉結伴同行，巴拿巴則帶着表弟馬可乘船往塞浦路斯去。
馬可證明自己在服事職務方面勝任愉快，不但成為巴拿巴的良助，後來也是使徒彼得和保羅的得力助手。保羅在羅馬（約公元60-61年）第一次被囚時，馬可與他在一起（《腓利門書》第1节至第24节参）。後來我們獲知馬可於公元62和64年之間在巴比倫與彼得一起（彼得前书5:13）。保羅很可能在公元65年再度在羅馬被囚，他在寫給提摩太的信中囑咐後者把馬可帶來，説：“因為他在服事方面對我有幫助。”這是聖經記載最後一次提及馬可的地方。

## 资料来源

### 學術界認為的對觀問題以及經文歷史可靠性
由於馬太福音、馬可福音以及路加福音中許多經文內容的相似之處，使得我們可以相同的故事拿來做互相參照比對，除了其中的相似之處以外，更獲致學者注意的是三本對觀福音中的不一致處。在宗教傳統上，馬可福音被視為是馬太福音的簡要歸納版；舉例而言，西元4至5世紀的奥古斯丁主教，他相信福音書成書的順序是馬太，馬可，路加，約翰。在現代的聖經文字審辯學者看法中，最廣為接受的說法，則是第一本福音書為馬可福音。接著，馬可福音被馬太福音以及路加福音作者拿來做資料來源，各自再寫出馬太福音以及路加福音。
在19世紀時，由於人們開始認為馬可福音是最早的福音書，自然而然地認為馬可福音裏頭的紀載最有可能是貼近原始耶穌樣貌的。然而，在20世紀早期，有兩份重要的著作：西元1901年，德國神學家威廉·凡德主張馬可福音故事內容實際上是由神學的人為動機而啟發的故事建構；此外，西元1919年的德國學者卡尔·路德维希·施密特發表了這些故事事件中的關聯性，用以展現馬可福音作者的原始動機。這些研究導致了馬可福音故事的可信度遭受到了挑戰。現代聖經研究主流看法則為，馬可福音被寫作的動機是具有神學性的，而非著重在保留原始的耶穌歷史。儘管如此，若要得知關於耶穌的生平，馬可福音仍然比福音書稍微可信。

### 宗教傳統上認定的寫作資料來源
福音書最短的一本據稱是馬可寫的。馬可是耶穌的眾使徒的同工，他獻出一生致力於宣揚福音的工作。但馬可並不是12使徒之一，也不是耶穌的直接同伴。據帕皮亞、奧利金、德爾圖良等人留下的最早傳說，馬可福音的資料來源是彼得，而馬可與彼得曾是親密的友伴（彼得稱馬可為“我的兒子”。），因此他的这个詳細資料来源，使他能够對耶穌的服事職務作出生動的記載。馬可所記載的事，彼得差不多全是目擊見證人，因此馬可能够從彼得獲知其他福音書所無的生動細節。例如，馬可説西庇太有“雇工”為他工作，長大痲瘋的人懇求耶穌時“向他跪下”，被鬼附着的人“用石頭砍自己”，耶穌在橄欖山上“對聖殿而坐”時講出關於「人子帶着大能力、大榮耀來臨」的預言。
彼得本身是個感情强烈的人，因此能够了解耶穌的感受和情緒，然後向馬可描述出來。因此馬可多次記錄耶穌的感受和反應；例如，“耶穌怒目周圍看他們，憂愁他們的心剛硬，”他“望天嘆息”，“耶穌心裏深深地嘆息”等。馬可描述耶穌對富有的青年官長所懷的感情，説耶穌“愛他”。他的記載提及耶穌非但讓小孩子站在門徒當中，而且“抱起他來”，在另一個場合他也“抱着小孩子”。這使人感到十分親切！
對觀福音書中，《馬太福音》與《路加福音》都將馬可福音當成寫作資料來引用。現代聖經學者許多贊同馬可居先說與雙源假說，認為馬可福音是現存四福音書中歷史最早的，它可能在西元70年，第一次猶太復國戰爭，羅馬人攻陷耶路撒冷時就已經存在。

## 宗教教義上主要特点

### 宗教觀點中的文笔特点
馬可的文體把彼得的若干特性表露無遺，例如性情衝動、態度活潑、精力旺盛、朝氣蓬勃、措辭生動等。他在叙事方面彷彿急不可待一般。例如，“立即”一詞曾屢次出現，以繪影繪聲的方式把故事説下去。
雖然馬可有機會讀到馬太福音，而且他所記錄的內容只有百分之七是其他福音書所沒有提及的，因此有人认为馬可福音只是把馬太福音縮寫而加上若干特殊細節。馬太把耶穌描繪為應許的彌賽亞和君王，馬可卻從另一個角度去看耶穌的一生和工作。他把耶穌描繪為施行奇迹的上帝兒子，是得勝的救主。馬可着重基督的活動過於他的演講和教訓。他只記載了耶穌一小部分比喻和一個較長的演講，對登山寶訓甚至完全沒有提及。由於這緣故，雖然馬可福音所記載的耶穌的活動並不少於其他福音書，這本書的篇幅卻較短。馬可至少特别提及過19個奇迹。

### 写作对象
馬太的福音是特别為猶太人寫的，馬可的寫作對象則可能主要是羅馬人。因为這本福音只有在記載與律法有關的談話時才提及摩西律法，耶穌的家譜也略而不提。例如以下几点：
- 對猶太人的各種習俗和主張加以解釋，因為它們可能是非猶太讀者所不熟悉的。[11]
- 將亞蘭語的詞句翻譯過來。[12]
- 提及巴勒斯坦的地名和植物時也附以解釋。[13]
- 説明猶太人的錢幣相當於羅馬的幣值多少。[14]
- 比其他福音的執筆者更常使用拉丁詞語，例如speculator（護衛兵），praetorium（衙門）和centurio（百夫長）等。[15]

### 宗教觀點中的写作地点和地位
馬可福音主要是為羅馬人寫的，他寫作的地方有可能是在羅馬。最早期的傳説和福音的內容均指出，馬可在使徒保羅第一次或第二次被囚於羅馬期間（公元60-65年）寫成這本書。在那幾年當中，馬可至少曾一次，更可能曾兩次，在羅馬。第二和第三世紀的所有知名權威人士都證實馬可是這本福音的執筆者。到第二世紀中期，這本福音已在基督徒當中流傳頗廣了。基督教希臘文聖經的所有早期書目都含有馬可福音，從而證實了它的正典地位。
可是，有時附加在第16章第8節以後的長結語或短結語卻不是真確的。它們在大多數古抄本──例如西奈抄本和梵蒂岡抄本第1209號──中均付之闕如。第四世紀的學者，如優西比烏斯和耶柔米，均同意真確的記錄以“她們害怕”這句話作為結束。其他兩個結語可能是有人為了使福音書的突然結束看來平順一點而加上去的。

### 宗教傳統中与其它福音的参照
馬可福音與其他福音書和諧一致，而且與整本聖經也協調，由此可見馬可的記載是準確的。此外，馬可再三表明耶穌是個有權威的人物，不但在所説的話方面，而且在擊退撒但和鬼靈、醫治疾病甚至克服死亡方面亦然。因此馬可开门见山地介紹他的福音説：“耶穌基督好消息的起頭。”耶穌的來臨與服事職務的確是“好消息”，因此研讀馬可的福音必然對所有讀者大有造益。馬可所描述的各事發生於公元29年春季至公元33年春季之間。

## 主要内容

### 耶穌受浸及受試探
（覆盖《馬可福音》第1章第1节至第13节参）馬可記載施洗约翰的出現作為好消息的開始。約翰乃是聖經預告要來的使者，奉派前來宣布説：“當預備主的道，修直祂的路。”論到將要來臨的那位，施洗約翰説：「他的能力比我更大。」這位要用聖靈而非用水為人施浸。接着耶穌從加利利的拿撒勒來到，約翰便為他施浸。聖靈像鴿子一樣降在耶穌身上，天上有聲音發出，説：“你是我的愛子；我喜悦你。”耶穌在曠野受撒但試探，有天使前來服事他。這些一连串的事件都包含在馬可福音起頭的13節之內。

### 耶穌在加利利展開服事職務
（覆盖《馬可福音》第1章第14节参至《馬可福音》第6章第6节参）約翰被拘禁之後，耶穌在加利利繼續傳揚上帝的好消息。祂的信息有如暮鼓晨鐘一般。“時候到了，上帝的國近了，你們應當悔改，相信“好消息”。”他呼召西門、安得烈、雅各和約翰放棄打漁生活成為他的門徒。他在安息日開始在迦百農的會堂裏教人。衆人對他的教訓大感驚奇，因為他的教訓“正像有權柄的人，不像文士”。身為“上帝的聖者”，他表明自己所操的權柄，從一個被鬼附着的人身上趕出污鬼，醫好了西門的岳母的熱病。消息像野火一般傳開，到了晚上，“合城的人”都聚集在西門的門前。耶穌醫好了患各樣病症的人，又趕出許多鬼靈。
耶穌宣布自己的任務，説：「我來是要傳道。」他在加利利全境各地傳道，無論他到哪裏去，他都為人趕鬼治病，包括醫好一個大痲瘋患者和一個癱子。耶穌向癱子説：“你的罪赦了。”當時有幾個文士在場，心裏議論説：「這是褻瀆的。除了上帝以外，誰能赦罪呢？」耶穌看出他們的想法；於是，為了證明“人子有赦罪的權柄”，就叫那癱子起來回家去。衆人都歸榮耀與上帝。後來收税官利未（馬太）成為耶穌的跟從者，耶穌便告訴文士説：“我來本不是召義人，乃是召罪人。”他表示自己是“安息日的主”。
耶穌接着選立了十二位使徒。他的親屬試圖反對他，接着有些文士從耶路撒冷下來，指控他靠着鬼王趕鬼。耶穌反問他們：“撒但怎能趕出撒但呢？”他警告他們説：“凡褻瀆聖靈的，卻永不得赦免，乃要擔當永遠的罪。”在談論之際，耶穌的母親和弟弟來到找他，他有感而發地説：“凡遵行上帝旨意的人就是我的弟兄姊妹和母親了。”
耶穌開始用比喻教導人認識“上帝國的奧秘”。他講述撒種者所撒的種子落在各種土地上（比喻各種不同的聽道者）以及把燈放在燈台上發出光來。在另一個比喻中，耶穌説上帝的王國好像人把種撒在地上：“地生五穀是出於自然的：先發苗，後長穗，再後穗上結成飽滿的子粒。”他又設了芥菜種的比喻，種子雖然最小，長起來的大枝卻可以成蔭。
與門徒渡過加利利海時，耶穌神奇地使狂風巨浪平息。他對海説：“住了吧！靜了吧！”風浪便立時平靜下來。他們來到格拉森人的地方，耶穌從一個男子身上趕出一“群”鬼靈，並容許鬼靈進入約2000隻豬裏，那群豬便闖下山崖，掉在海裏淹死了。此後，耶穌乘船回到海那邊去。一個患了12年血漏病屢醫罔效的女人，只摸一下耶穌的外衣就痊愈了。耶穌到睚魯家裏使他那12歲的女兒從死裏復活過來。可是，耶穌本鄉的人卻對他的權柄表示懷疑。他詫異他們的不信，於是“往周圍鄉村教訓人去了”。

### 在加利利擴大服事職務
（覆盖《馬可福音》第6章第7节参至《馬可福音》第9章第50节参）耶穌授予12使徒所需的訓示和權柄，把他們兩人一隊地派出去傳道、教人、治病和趕鬼。耶穌聲名大著，有些人以為他便是從死裏復活了的施浸者約翰。這個可能性使希律十分擔憂，因為他曾在生日宴會上叫人把約翰斬了。衆使徒回來後將所做的一切事和傳道活動告訴耶穌。一大群人跟着耶穌來到加利利，他就“憐憫他們，因為他們如同羊沒有牧人一般”，於是開口教訓他們許多道理。他也仁慈地供應物質糧食，只用五塊餅兩條魚就餵飽了5000人。不久之後，門徒在乘船前往伯賽大途中飽受風浪顛簸之苦，耶穌卻在海面上步行到他們那裏去，並把風浪平息了。衆門徒看見都“十分驚奇”。
在革尼撒勒地方，耶穌與幾個從耶路撒冷前來的文士和法利賽人辯論關於不洗手便吃飯的問題，他譴責他們「離棄上帝的誡命，拘守人的傳統」。他説從外面進去的不能污穢人，惟有從裏面出來的，意即從心裏發出的“惡念”，才能污穢人。耶穌往泰爾、西頓境內去，為一個外邦人行了奇迹，從一個叙利亞腓尼基族婦人的女兒身上趕出了鬼靈。
回到加利利之後，耶穌再次對跟隨他的群衆表現憐憫，並且以七個餅和幾條小魚餵飽了4000人。他警告門徒要提防法利賽人的酵和希律的酵，但他們當時卻不明白這話的意思。後來耶穌又行了一個奇迹──在伯賽大醫好一個瞎子。在前往凱撒利亞·腓立比村莊的路上，彼得在討論中以令人信服的方式表明耶穌便是“基督”，但後來耶穌談及人子將要受苦和死亡時，彼得卻大加反對。因此耶穌責備他説：“撒但，退我後邊去吧！因為你不體貼上帝的意思，只體貼人的意思。”耶穌勸諭衆門徒要為了好消息的緣故繼續跟從他；他們若把他當作可恥，他在他父的榮耀裏來臨時也要把他們當作可恥。
六日之後，彼得、雅各、約翰有特權在一個高山上看見“上帝的國大有能力臨到”；當時他們目擊耶穌在榮光中改變形貌。在此之後，耶穌再次施行奇迹，將一個啞巴鬼從一個男孩身上趕出。耶穌第二次預告他將要受苦和死亡。他勸門徒不要讓任何東西阻礙他們進入永生。你的手使你跌倒嗎？就把它砍下來！你的腳使你跌倒嗎？把它砍下來！你的眼使你失足嗎？去掉它！缺了肢體進入上帝的王國强如保全整個身體，但卻被投入地獄裏。

### 在比利亞的服事職務
（覆盖《馬可福音》第10章第1节至第52节参）耶穌來到猶太邊境，渡過約旦河（進入比利亞）。法利賽人就離婚問題向他質疑，耶穌便利用這機會闡明上帝在婚姻方面所定的敬虔原則。一個富家青年問耶穌怎樣行才能獲得永生，但他發覺他必須變賣產業，跟從耶穌，才能積聚財寶在天上，就憂憂愁愁地走了。耶穌告訴門徒説：“駱駝穿過針的眼，比財主進上帝的國還容易呢。”他鼓勵那些為了好消息的緣故捨棄一切的人，應許他們“今世必得百倍，⋯⋯並且要受逼迫，在將臨的事物制度中必得永生”。
耶穌和12使徒前往耶路撒冷。耶穌第三次告訴門徒他行將受難和復活。他問他們能否喝他正在喝的杯，然後告訴他們説：“誰願為首，就必作衆人的僕人。”在出耶利哥城的時候，一個討飯的瞎子在路旁喊叫説：“大衛的子孫耶穌啊！可憐我吧！”耶穌使那瞎子復明──這是馬可所載的耶穌最後一個治病奇迹。

### 耶穌在耶路撒冷城中及近郊
（覆盖《馬可福音》第11章第1节参至《馬可福音》第15章第47节参）事態發展得很迅速，耶穌騎着驢駒子進入耶路撒冷，民衆歡呼迎接他為王。翌日，他將聖殿加以潔淨。祭司長和文士害怕耶穌，便設法要將他殺死。他們質問他：“你仗着甚麽權柄做這些事？”耶穌機巧地反問他們，並對他們設了個有關葡萄園的園户悍然把承受産業的園主兒子殺了的比喻。他們看出這比喻是指着他們説的，於是離開他。
次日，他們派幾個法利賽人以納税的問題試圖陷害耶穌。耶穌叫人拿一個銀錢（第那流）來，問道：“這像和這號是誰的？”他們答道：“是凱撒的。”耶穌於是説：“凱撒的物當歸給凱撒，上帝的物當歸給上帝。”難怪他們對他表示驚奇！現在，不相信復活的撒都該人也提出問題想難倒耶穌：「一個婦人若相繼有七個丈夫，到復活的時候，她是哪一個的妻子呢？」耶穌立刻回答説，復活的人“像天上的使者一樣”不娶也不嫁。一個文士問道：“誡命中哪是第一要緊的呢？”耶穌回答説：“第一要緊的就是説：『以色列啊，你要聽，主耶和華──我們的上帝是獨一的主。你要盡心、盡性、盡意、盡力愛主耶和華──你的上帝。』其次就是説：『要愛人如己。』”在此之後，沒有人敢再問他什麽了。作為完美的導師，耶穌的權威得以確立起來。民衆很喜歡聽他説話，耶穌警告他們要提防傲慢自大的文士。後來他對門徒稱讚窮寡婦，説她投入聖殿庫裏的兩個小錢比其他所有人所捐的更多，因為她“把她一切養生的都投上了”。
耶穌在橄欖山上面對聖殿而坐，私下把這些事的末期“標記”（引文摘自《圣经新世界译本》）告訴四個門徒。（這是馬可所記錄的唯一悠長演講，內容與馬太福音第24、25章相若。）演講以耶穌以下的勸告作為結束：“但那日子，那時辰，沒有人知道，連天上的使者也不知道，子也不知道，唯有父知道。我對你們所説的話，也是對衆人説：要警醒！”
在附近的伯大尼，一個婦人以極貴重的香油膏耶穌。有人抗議這是浪費之舉，但耶穌説她所做的是一件美事，是為安葬他而作的準備。在指定的時候，耶穌和12位使徒在城裏聚集起來守逾越節。他指出賣主的人是誰，然後為忠心的門徒設立紀念的晚餐。結束之後，他們前往橄欖山去。耶穌在路上向他們透露，他們都要跌倒。彼得聲稱：「我絶不會跌倒。」但耶穌對他説：“今天夜裏，雞叫兩遍以先，你要三次不認我。”他們來到一個名叫客西馬尼的地方，耶穌步開一旁禱告，並囑咐門徒要保持警醒。他在禱告的高潮對天父説：“阿爸！父啊！在你凡事都能；求你將這杯撤去。然而，不要從我的意思，只要從你的意思。”耶穌三次回到門徒那裏，三次都發覺他們睡着了；他不禁對他們説：“現在你們仍然睡覺安歇！”但時候到了，出賣耶穌的人來了。
猶大行上前與耶穌親嘴。這是通知祭司長的武裝僕人下手捉拿耶穌的暗號。他們把耶穌帶到大祭司那裏，有許多假見證上前誣告他，但他們的證言卻各不相合。耶穌保持緘默。最後，大祭司問他：“你是那受人稱頌者的兒子基督嗎？”耶穌説：“我是。”大祭司喊道：「他説了褻瀆的話！」他們一致決定他犯了該死的罪。在下邊的院子裏，彼得一連三次不認耶穌。這時雞叫了第二遍，彼得想起耶穌對他所説的話，就忍不住痛哭起來。
一到早晨，全公會的人經過商議之後把耶穌解到彼拉多那裏去。彼拉多很快便看出耶穌不是個罪犯，於是試圖設法釋放他。可是，受祭司長所煽動的暴民卻不肯罷休，彼拉多終於把耶穌交出來讓人釘在柱上。他們把耶穌帶到各各他（即“髑髏地”），將他釘在柱上，上面寫着他的罪狀：“猶太人的王”。經過的行人辱罵他説：“他救了别人，卻不能救自己。”到午間（第六個時辰）全地陷於一片黑暗，直到下午三時。耶穌大聲喊叫説：“我的上帝！我的上帝！為什麽離棄我？”隨即斷了氣。一位軍官看見這些事，就説：“這人真是上帝的兒子！”亞利馬太的約瑟是公會的成員，但卻相信上帝的王國；他去見彼拉多，求後者把耶穌的身體交給他，安葬在一個從石中鑿出來的墳墓裏。

### 耶穌死後所發生的事
（覆盖《馬可福音》第16章第1节至第8节参）週中的第一日的清早，三個女人來到墳墓那裏。她們吃驚地看見墓門的石頭已經滾開了。有“一個少年人”坐在墓穴裏，告訴她們耶穌已經復活了。他不在這裏，因為他已在她們以先前往加利利去。她們從墳墓跑出來，嚇得渾身發抖。

## 基督教觀點

### 呼应旧约的预言
藉着以生動的筆觸描述耶穌基督，馬可福音使所有讀者看出希伯來文聖經中許多關於彌賽亞的預言已獲得應驗。從開頭所引述的“看哪，我要差遣我的使者在你前面”，至耶穌在苦刑柱上痛苦地喊道：“我的上帝！我的上帝！為什麽離棄我？”馬可叙述耶穌熱心執行服事職務的記錄均與希伯來文聖經的預言協調一致。此外，耶穌所施行的奇迹異能、他那對人大有造益的教訓、他那無懈可擊的論據、他對耶和華的話語和靈的全心信賴、他對羊群的温柔牧養——這一切均證明他便是操有大權的上帝兒子。他教訓人“正像有權柄的人”，因為他操有來自耶和華的權柄。他强調要“宣揚上帝的好消息”，告訴人“上帝的王國近了”。這是他在地上的主要工作。

### 耶穌传道主题
耶穌對众門徒説：“上帝王國的奧秘只叫你們知道。”馬可使用“上帝的王國”一詞共14次之多，並且為那些希望藉耶稣基督的王国得永生的人定下許多指導性的原則。耶穌宣布説：“因为，凡要救自己生命的，必丧掉生命；凡为我和福音丧掉生命的，必救了生命。”他們必須排除一切阻止人得永生的障礙：“倘若你一只眼叫你跌倒，就去掉它！你只有一只眼进入上帝的国，强如有两只眼被丢在地狱里。”耶穌進一步宣布：“我实在告诉你们：凡要承受上帝国的，若不像小孩子，断不能进去。”又説：“有钱财的人进上帝的国是何等地难哪！”他說人若看出遵守兩條大誡命比一切燔祭和各樣祭祀好得多，就“離上帝的國不遠了”。馬可福音所记载的這一切有關天國的教訓含有很多可以應用在基督徒生活上的良好忠告。并且许多重要的教导和马太福音以及路加福音相互呼应。

### 耶穌的品格
馬可福音可以造益今日基督徒，正如它在第一世紀一般，因為基督徒可能会面對難以應付的危險時期，十分需要上帝所感示的指導；馬可就耶穌基督一生所作的記錄便含有這樣的指引。因此要閱讀它，讓其中戲劇性的活動激勵緊緊跟從為信心創始成終的耶穌，表現他那種一往無前的喜樂。體會耶穌是個敢作敢為的人，受他的熱心所感染，效法他那沒有妥協餘地的忠誠，以及他那能抵受一切試煉、反對的勇氣，從這項受感示的聖經記載的豐富內容獲得安慰。

## 馬可福音的基督觀
基督論是一門討論基督是神還是人的學問。在新約聖經寫作中，作者對於基督的觀點往往反映在他們對耶穌名號的描繪上。多數學者同意“神子”是馬可福音中最重要的頭銜。因為這稱號出現在神親自對耶穌所說的口中，當耶穌在受洗，以及山上變換形象之時，同時也出現在耶穌對自己的稱呼之中（馬可13:32）。很明顯的，福音派基督徒認為神子就是神。然而，這種相等的地位，對於馬可福音作者以及第一世紀基督徒而言，不一定就是如此。當神子稱呼出現在猶太經文的時候，這稱號可以意味著以色列神的子民，可以稱呼受加冕的國王，或者天使們，以及受磨難的義人。在希臘文化中，神子就等於是神人，一種非凡人物。對於西元1世紀的猶太人而言，我們沒有什麼證據支持神子稱呼就代表了彌賽亞，而馬可福音中所描繪的耶穌，更像是希臘文化架構下實行神蹟的神人，而非猶太人的彌賽亞。
在馬可福音中，它並沒有明確定義他所認為的「神子」內容到底是什麼。而新約聖經中，總共具有4種不同的神子意義：
1. 耶穌在復活以後成為神子，耶穌被上帝所領養，獲得新生命，因此將耶穌從死裡喚起，這是目前所知最早的理解，出現在保羅書信的羅馬書中（羅馬1:3-4），以及使徒行傳13:33。
2. 耶穌在受洗以後成為神子，從天而降的聖靈使得耶穌成為了彌賽亞，而當耶穌建立起了與神的這層關係以後，他便成為了神子，基督養子論（馬可1:9-11）。
3. 馬太以及路加福音將耶穌的神子地位，描繪在耶穌受孕以及誕生之時，使神成為了他生物上的父親。
4. 最後一本福音書約翰福音，將耶穌描繪成自宇宙初始便存在的神，道成肉身，而這概念同時也能見於保羅書信中。

馬可福音同時也稱呼耶穌為基督，是從希伯來文的彌賽亞，受膏者翻譯而來。在舊約聖經中，彌賽亞被用在描繪先知，祭司，以及國王上；而到了耶穌時代，猶太人的王國已經消逝許久，此稱呼開始用在天國的王身上（會在末世降臨的王），他會是一個偉大程度高於所有古代以色列君王的國王，具有神奇的力量，不具有罪惡，以公義以及榮耀來統治（就如同同時期的猶太偽經文獻所羅門詩歌一樣）。而其最重要的吻合處，在於耶穌的受難以及死亡，顯示了馬可福音作者眼中的耶穌形象。
第三個重要的稱呼，「人子」根源於以西結書，以諾書（同時期流行的一個猶太偽經文獻），以及但以理書7:13–14中，人子被指派皇家的統治權以及皇室地位榮耀。馬可福音14:62將這些特點集合起來，從雲端降臨（但以理書7:13），人子會坐在神的右手邊（詩篇110:1），指出了這三種稱呼的具有王內涵的相等地位。

### 末世論以及救贖：基督的死，復活以及再臨
末世論指的是對於末世的研究，而猶太人認為彌賽亞就是末世的人物，一個帶來世界末日以及引進新的神國的人物。最早的基督教社群，將耶穌以此等人物看待，他是一個人，被神所指派為地上的代理人，但他們也同樣相信耶穌復活以及被提升到天堂，所以他們同時把耶穌看待成神之子，其後會再回來引進神國。
「神子」在猶太教中同樣具有涵蓋一些範圍的意義。
「神子」在希臘文化中，可以意味著神人，例如赫拉克勒斯，或者等同於神的埃及法老王，或者是偉大的哲學家例如柏拉圖。馬可福音中，「大衛之子」概念受到希臘文化的影響，因為馬可福音中的耶穌，預告了他會受磨難，死亡，以及復活；換句話說，並非如傳統猶太概念中，軍事上的勝利以及征服。這反映了早期基督教形成的過程中，逐漸擺脫猶太人基督徒的傳統末世概念，逐漸轉移向希臘概念，而這是由使徒保羅所傳的，基督死而復生的意義，而非在於建立猶太人的神國，而這才是福音，救贖的真義。